# Comuna Galații Bistriței, Bistrița-Năsăud
Galații Bistriței (în maghiară: Galacfalva, în germană: Heresdorf) este o comună în județul Bistrița-Năsăud, Transilvania, România, formată din satele Albeștii Bistriței, Dipșa, Galații Bistriței (reședința), Herina și Tonciu.

## Demografie
Componența etnică a comunei Galații Bistriței
     Români (79,62%)
     Romi (7,04%)
     Maghiari (6,47%)
     Alte etnii (0,27%)
     Necunoscută (6,6%)
Componența confesională a comunei Galații Bistriței
     Ortodocși (76,38%)
     Reformați (6,38%)
     Penticostali (4,47%)
     Greco-catolici (3,63%)
     Alte religii (2,22%)
     Necunoscută (6,91%)
Conform recensământului efectuat în 2021, populația comunei Galații Bistriței se ridică la 2.257 de locuitori, în creștere față de recensământul anterior din 2011, când fuseseră înregistrați 2.201 locuitori. Majoritatea locuitorilor sunt români (79,62%), cu minorități de romi (7,04%) și maghiari (6,47%), iar pentru 6,6% nu se cunoaște apartenența etnică. Din punct de vedere confesional, majoritatea locuitorilor sunt ortodocși (76,38%), cu minorități de reformați (6,38%), penticostali (4,47%) și greco-catolici (3,63%), iar pentru 6,91% nu se cunoaște apartenența confesională.

## Politică și administrație
Comuna Galații Bistriței este administrată de un primar și un consiliu local compus din 11 consilieri. Primarul, Vasile-Mihai Vermeșan[*], de la Partidul Social Democrat, este în funcție din octombrie 2020. Începând cu alegerile locale din 2024, consiliul local are următoarea componență pe partide politice:
|  | Partid                                 | Consilieri | Componența Consiliului | Componența Consiliului | Componența Consiliului | Componența Consiliului | Componența Consiliului | Componența Consiliului | Componența Consiliului | Componența Consiliului | Componența Consiliului |
|  | -------------------------------------- | ---------- | ---------------------- | ---------------------- | ---------------------- | ---------------------- | ---------------------- | ---------------------- | ---------------------- | ---------------------- | ---------------------- |
|  | Partidul Social Democrat               | 9          |                        |                        |                        |                        |                        |                        |                        |                        |                        |
|  | Partidul Național Liberal              | 1          |                        |                        |                        |                        |                        |                        |                        |                        |                        |
|  | Uniunea Democrată Maghiară din România | 1          |                        |                        |                        |                        |                        |                        |                        |                        |                        |

## Atracții turistice
- Biserica de lemn "Sfinții Arhangheli Mihail și Gavriil" din satul Albeștii Bistriței, construcție secolul al XIX-lea
- Biserica "Adormirea Maicii Domnului" din Albeștii Bistriței, fostă biserică lutherană construită în stil gotic în secolul al XV-lea, monument istoric
- Biserica evanghelică din satul Dipșa, construcție în stil gotic, secolul al XV-lea
- Biserica evanghelică din satul Herina, construcție în stil romanic, secolul al XIII-lea, monument istoric
- Biserica romano-catolică din satul Tonciu, construcție secolul al XV-lea
- Monumentul Eroilor din satul Galații Bistriței

## Personalități născute aici
- Karl Kurt Klein (1897 - 1971), teolog, filozof, scriitor german.

## Imagini

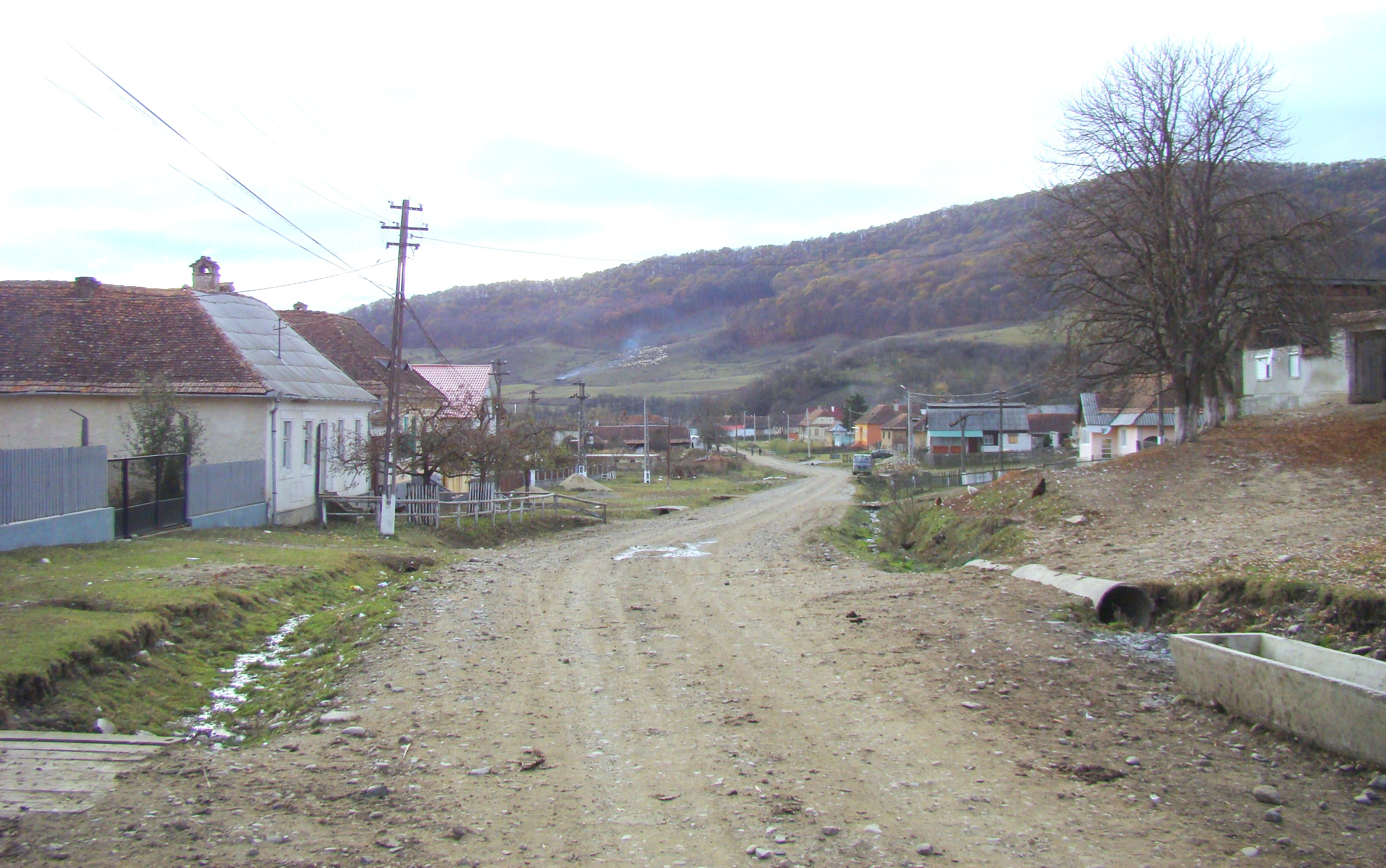
Satul Albeștii Bistriței
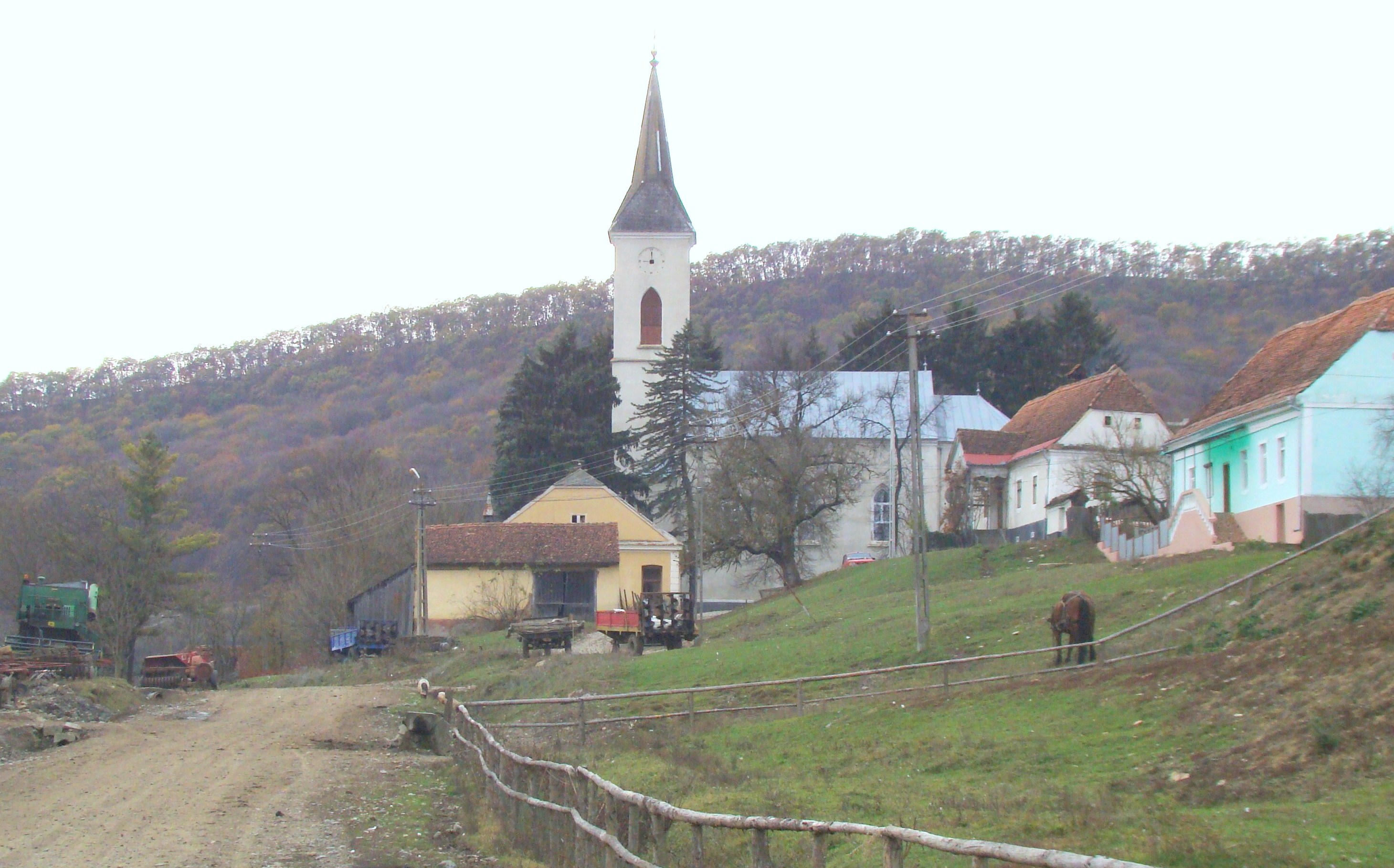
Biserica evanghelică (monument istoric)
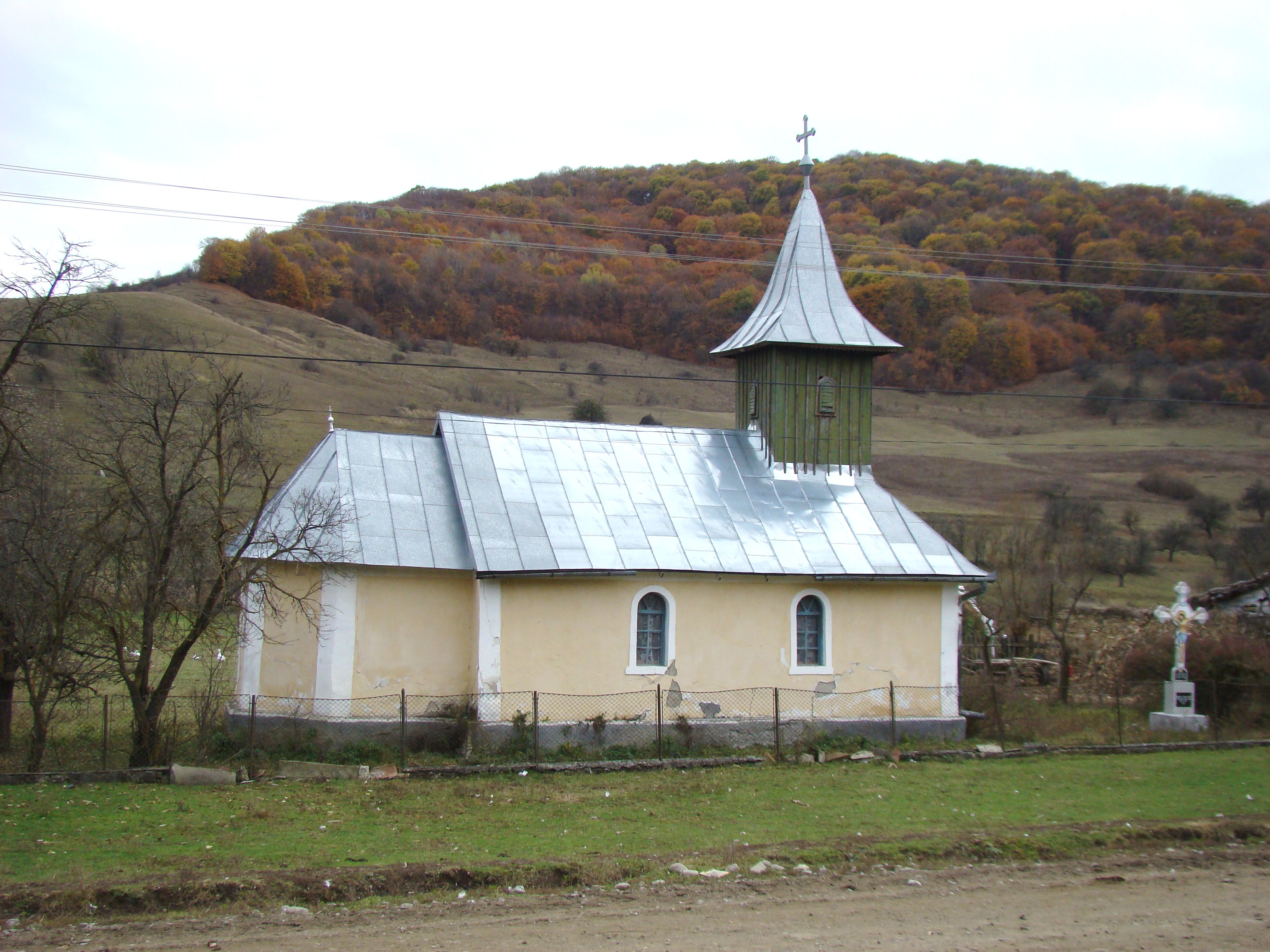
Biserica de lemn
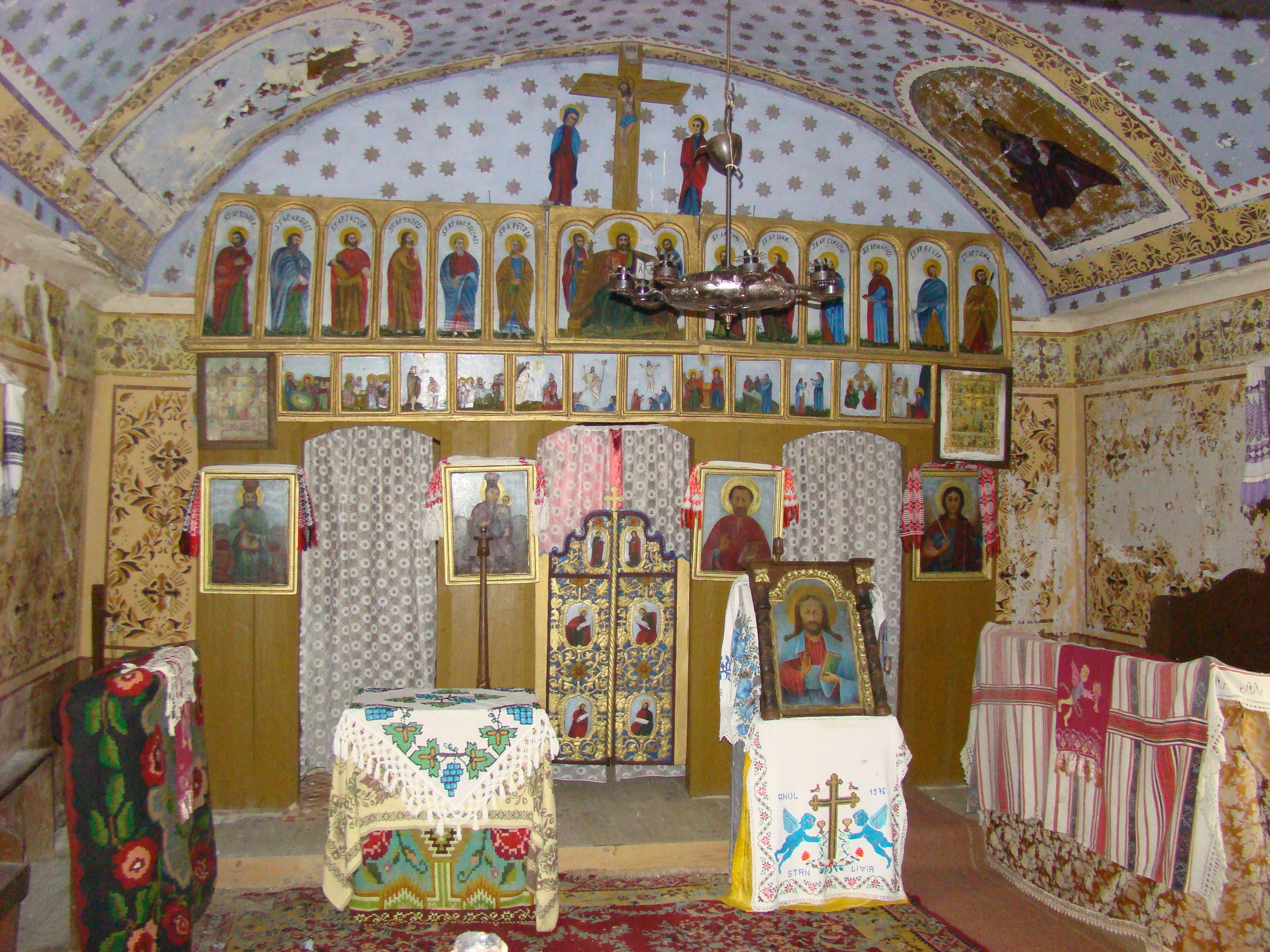
Biserica de lemn (interiorul)
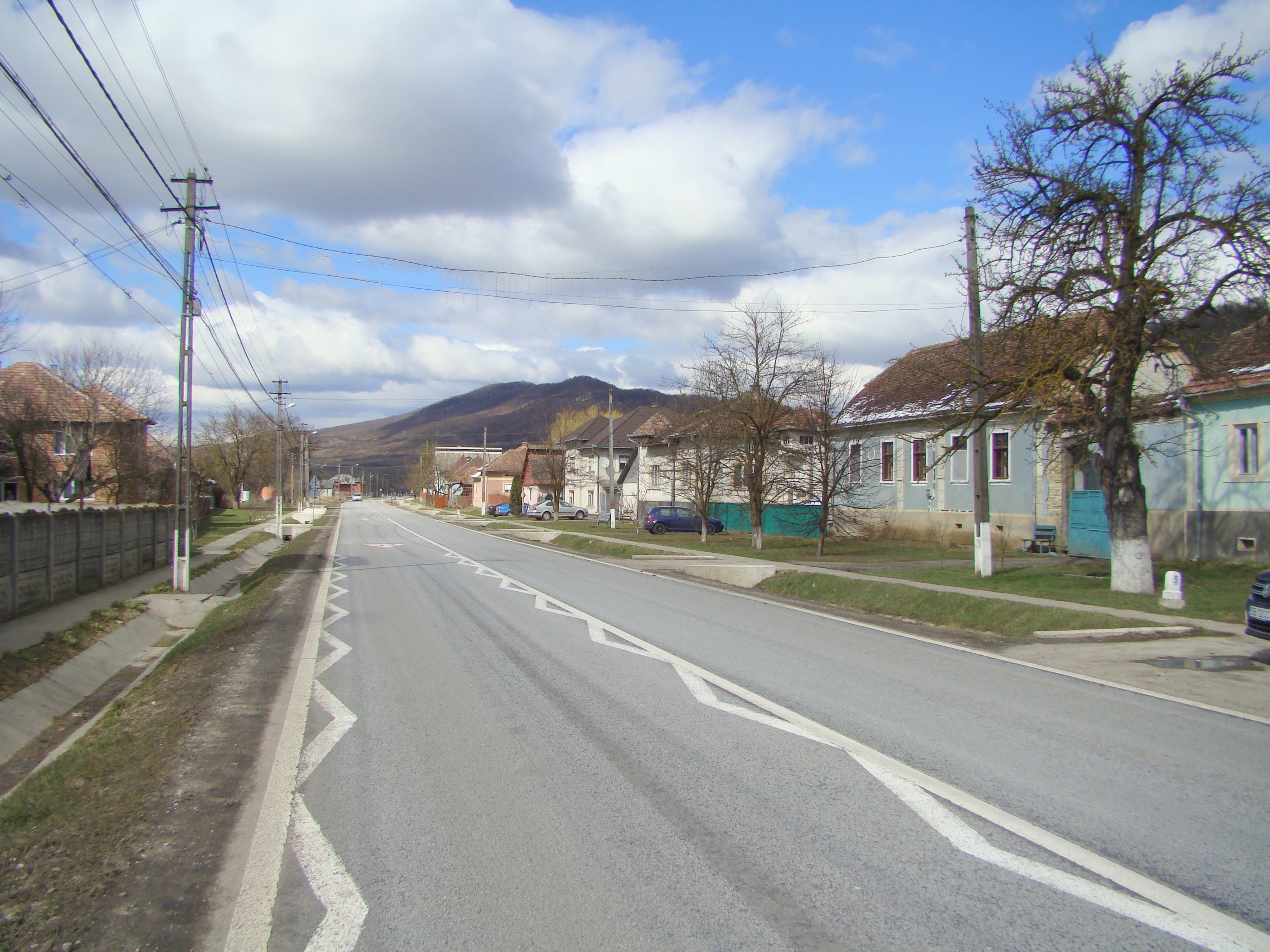
Satul Dipșa
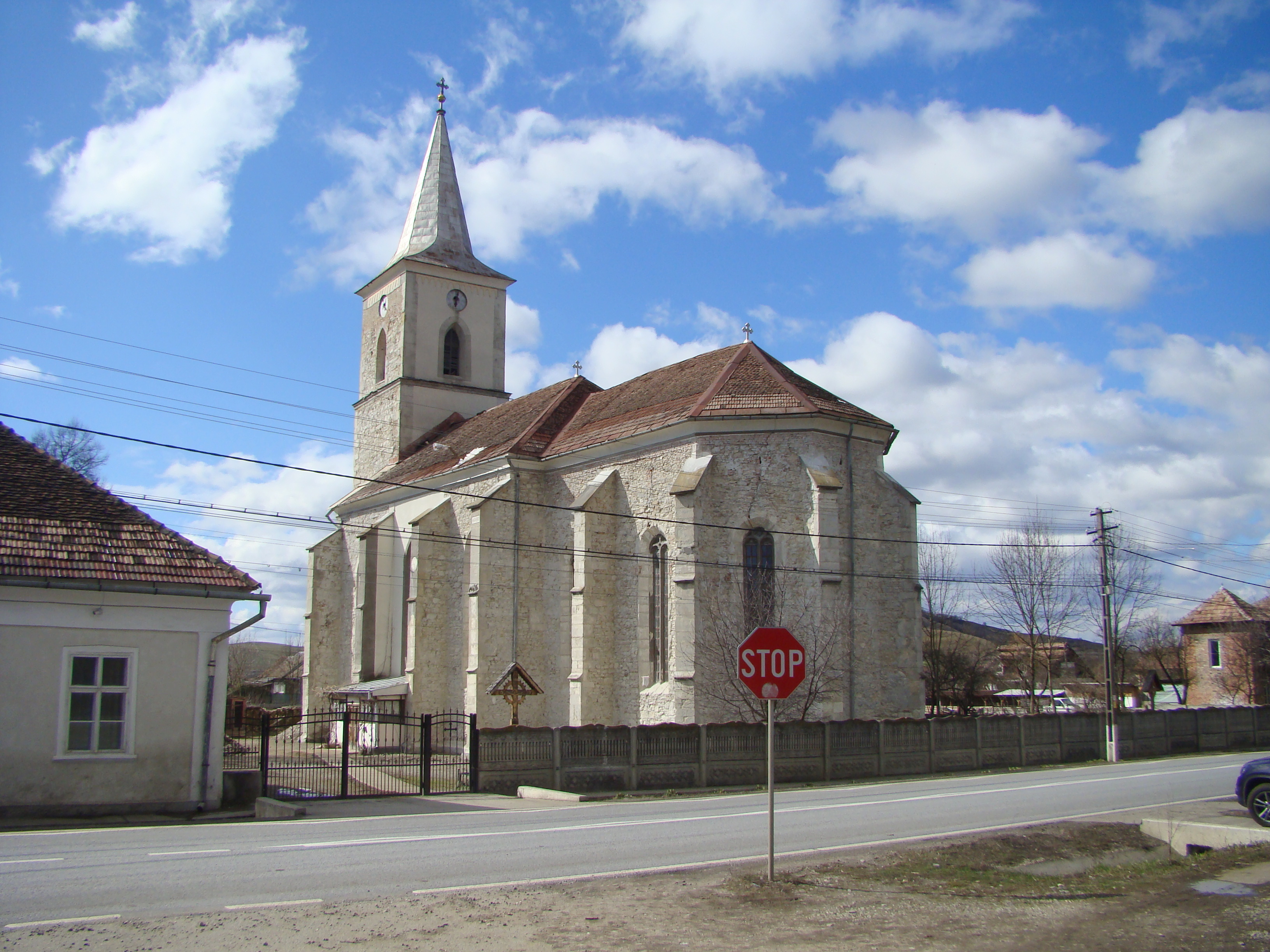
Biserica evanghelică, azi biserica ortodoxă „Sf. M.Mc. Dimitrie, izvorâtorul de mir” din satul Dipșa (monument istoric)
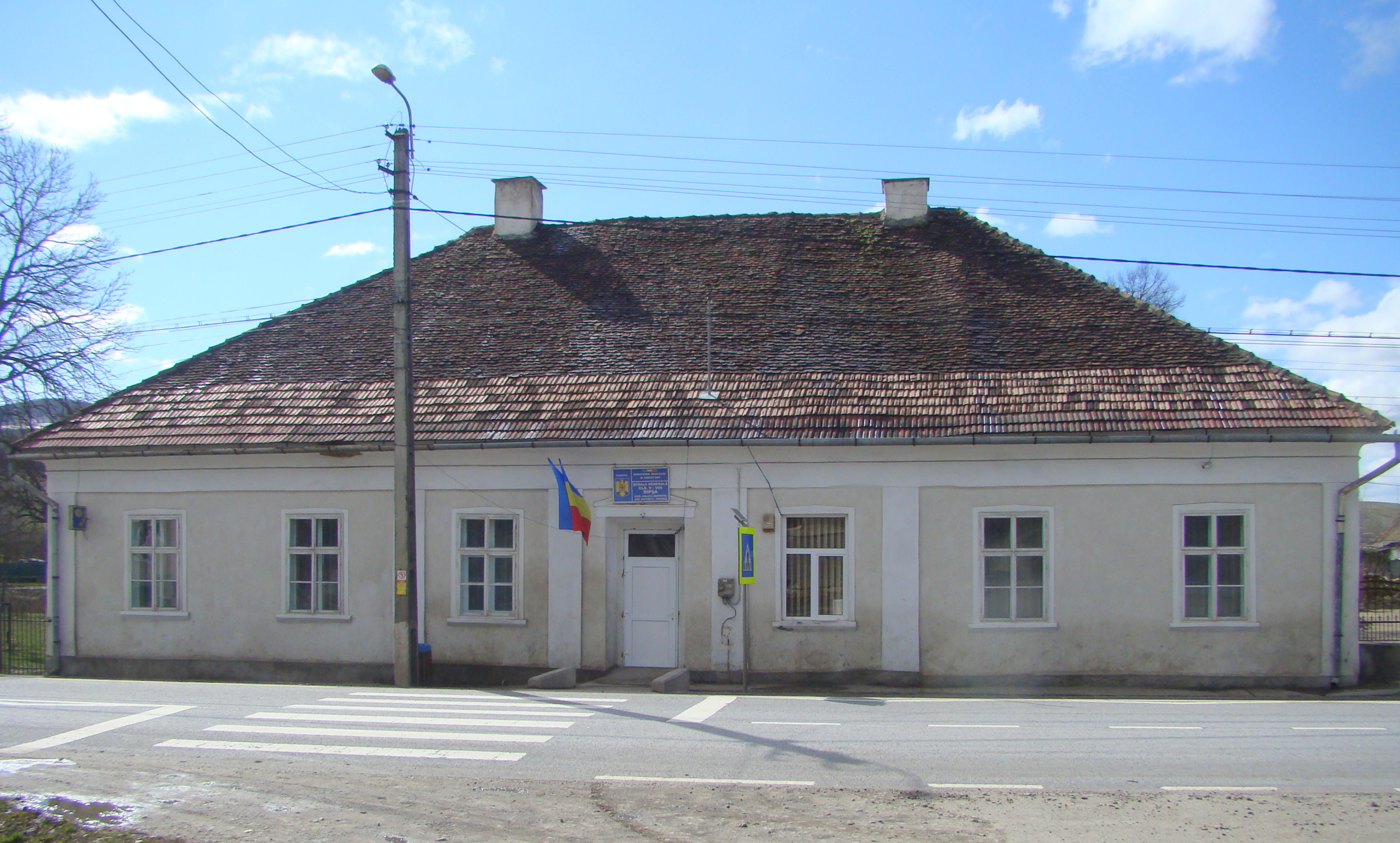
Școala din Dipșa
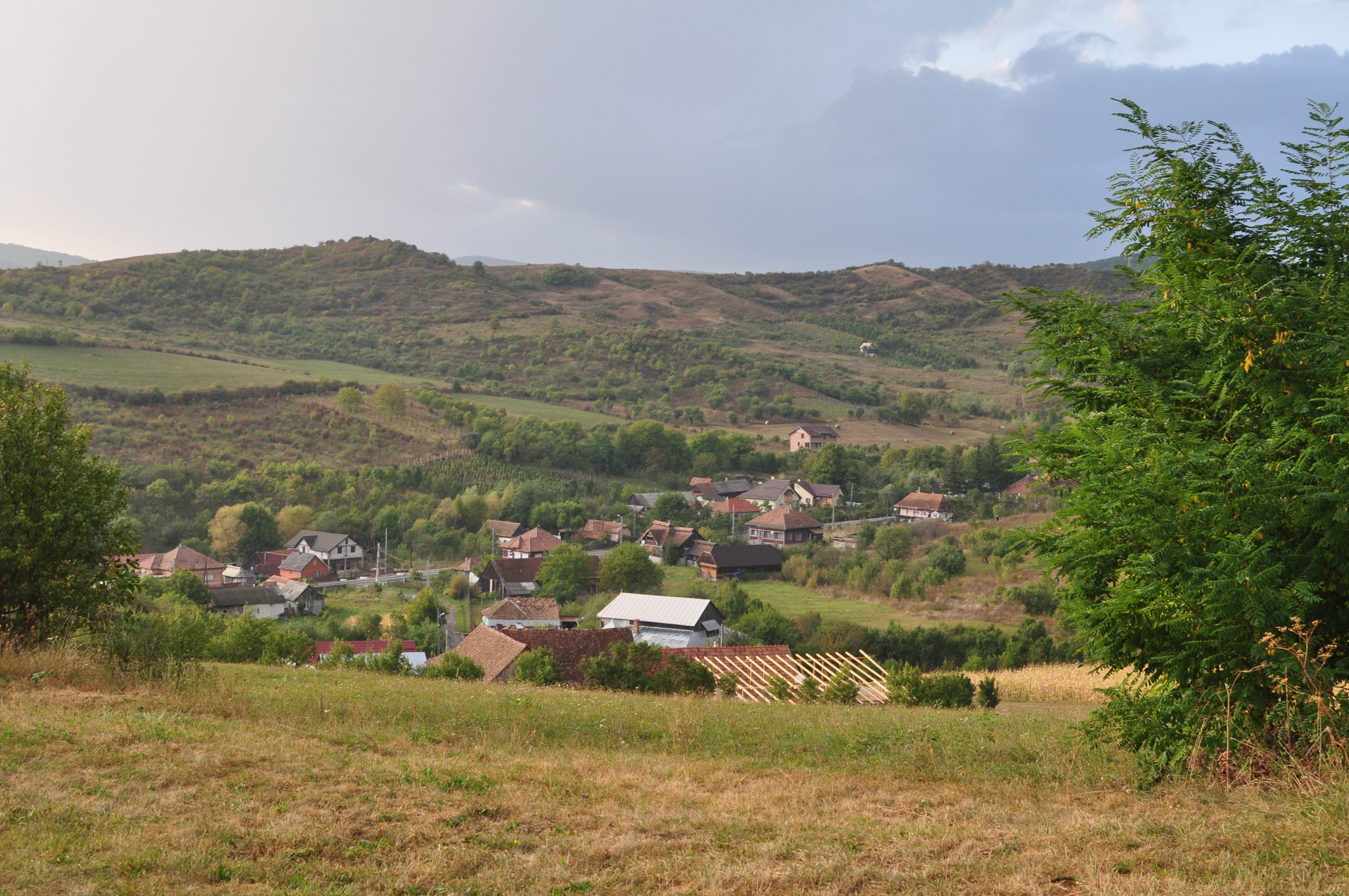
Satul Herina
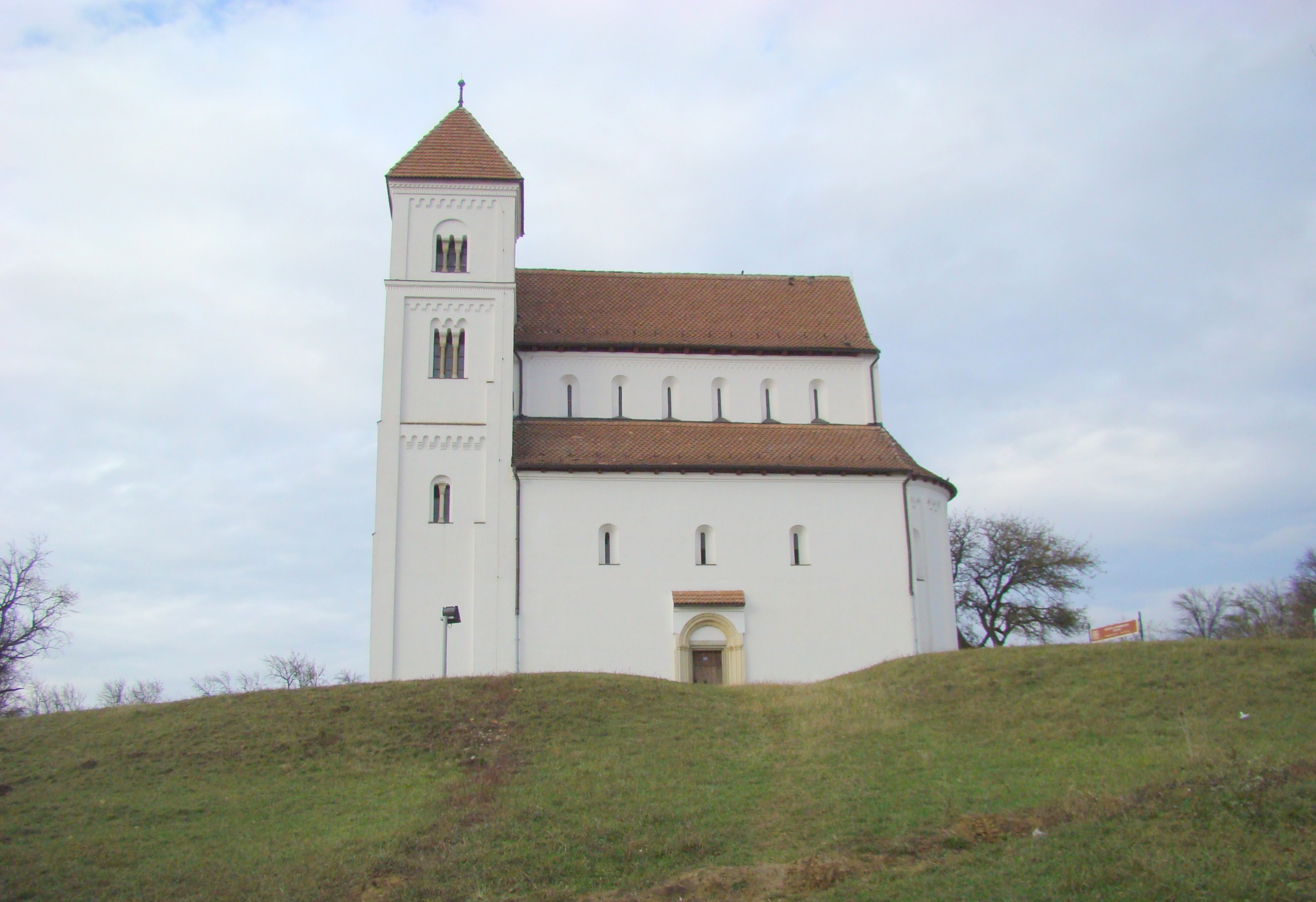
Biserica evanghelică (monument istoric)
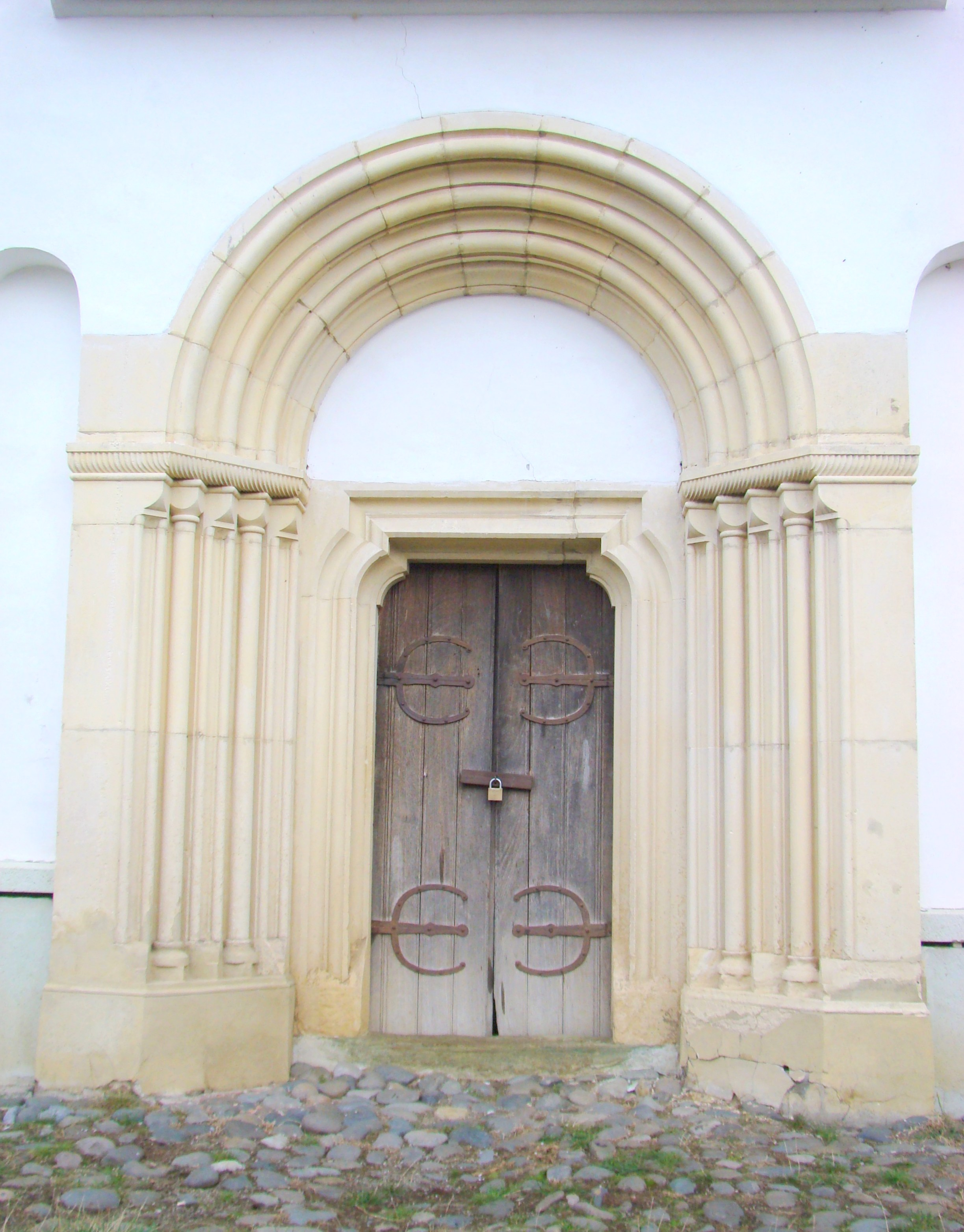
Biserica evanghelică (portalul)
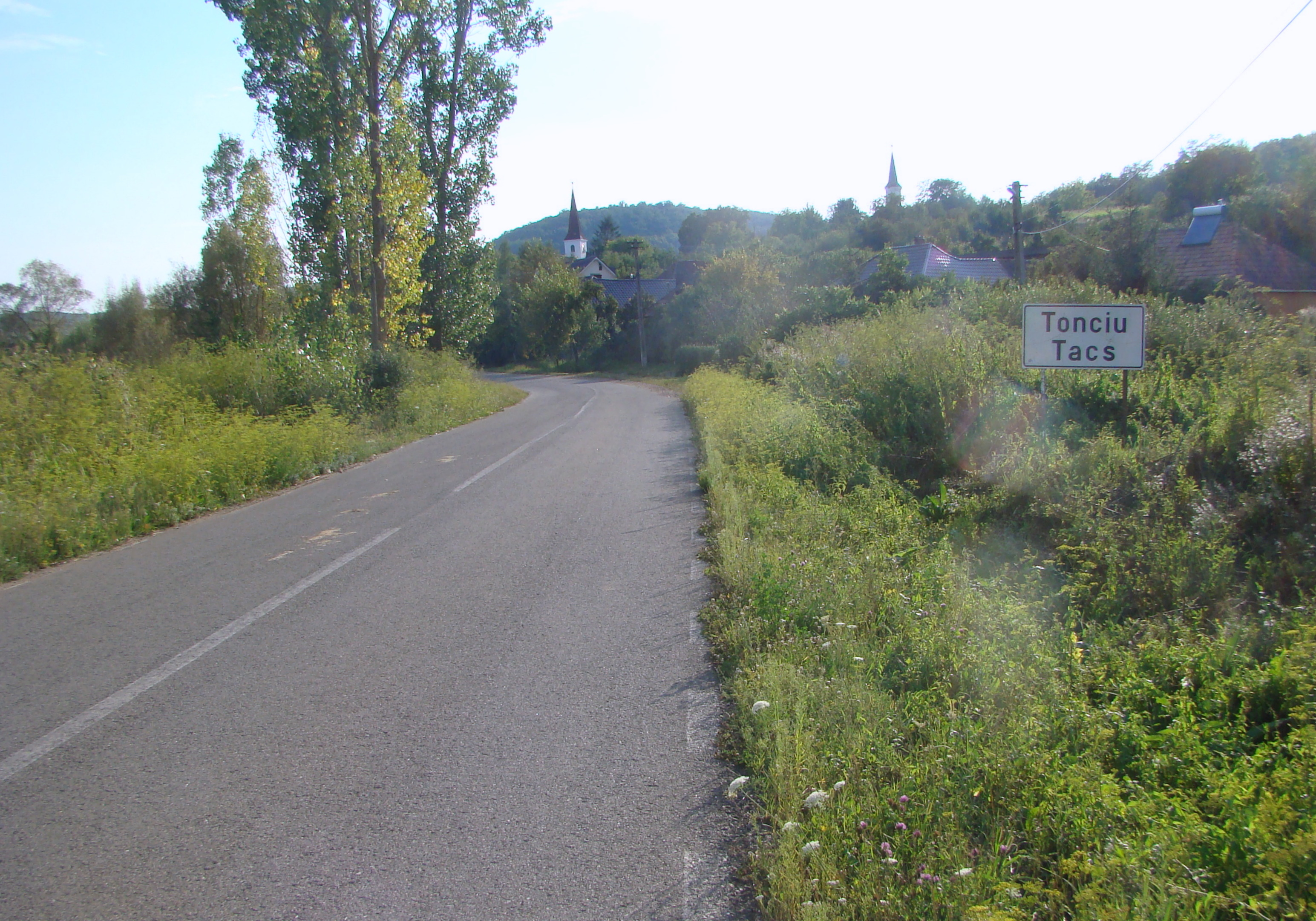
Intrarea în Tonciu
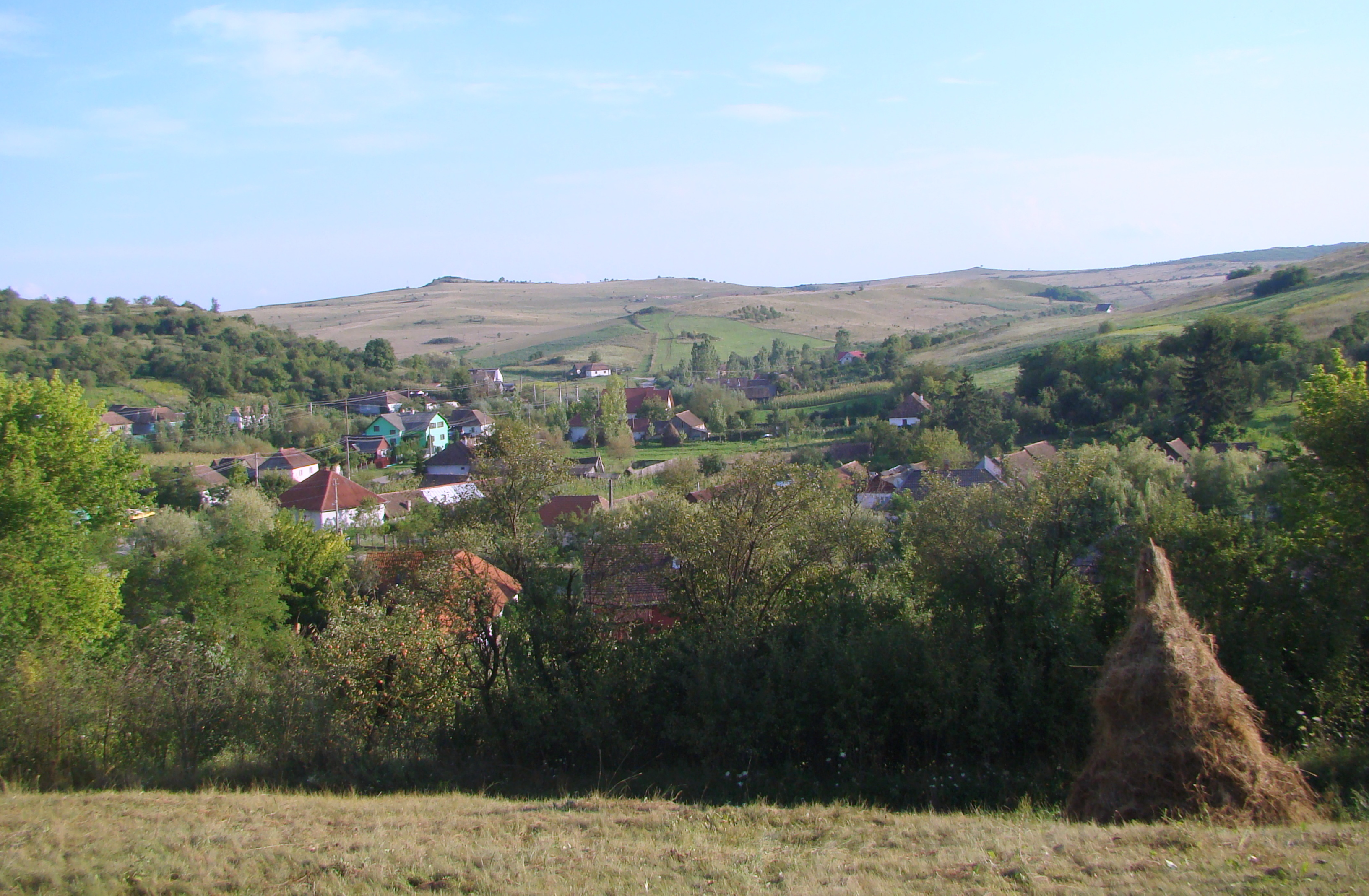
Satul Tonciu
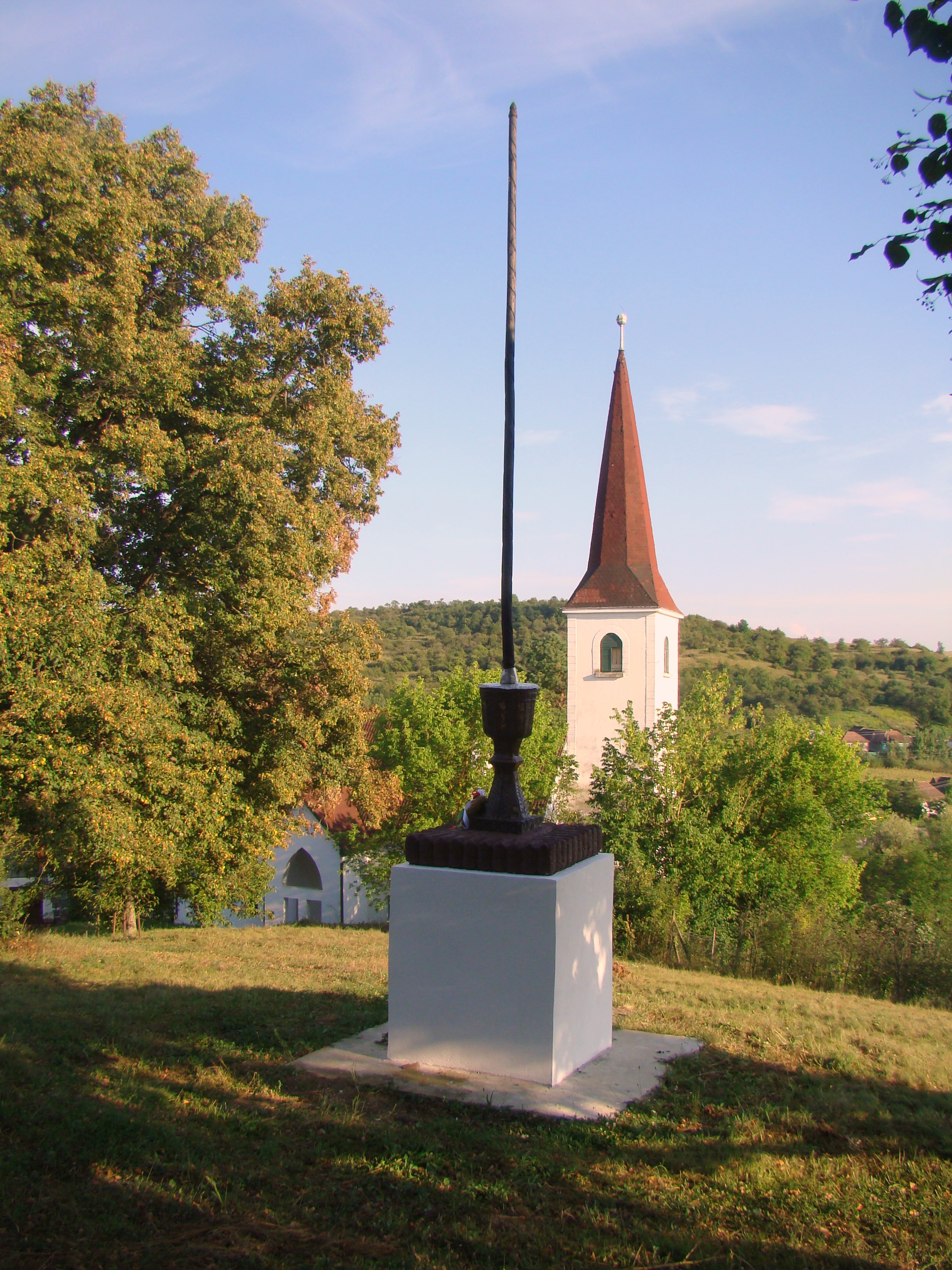
Monumentul eroilor
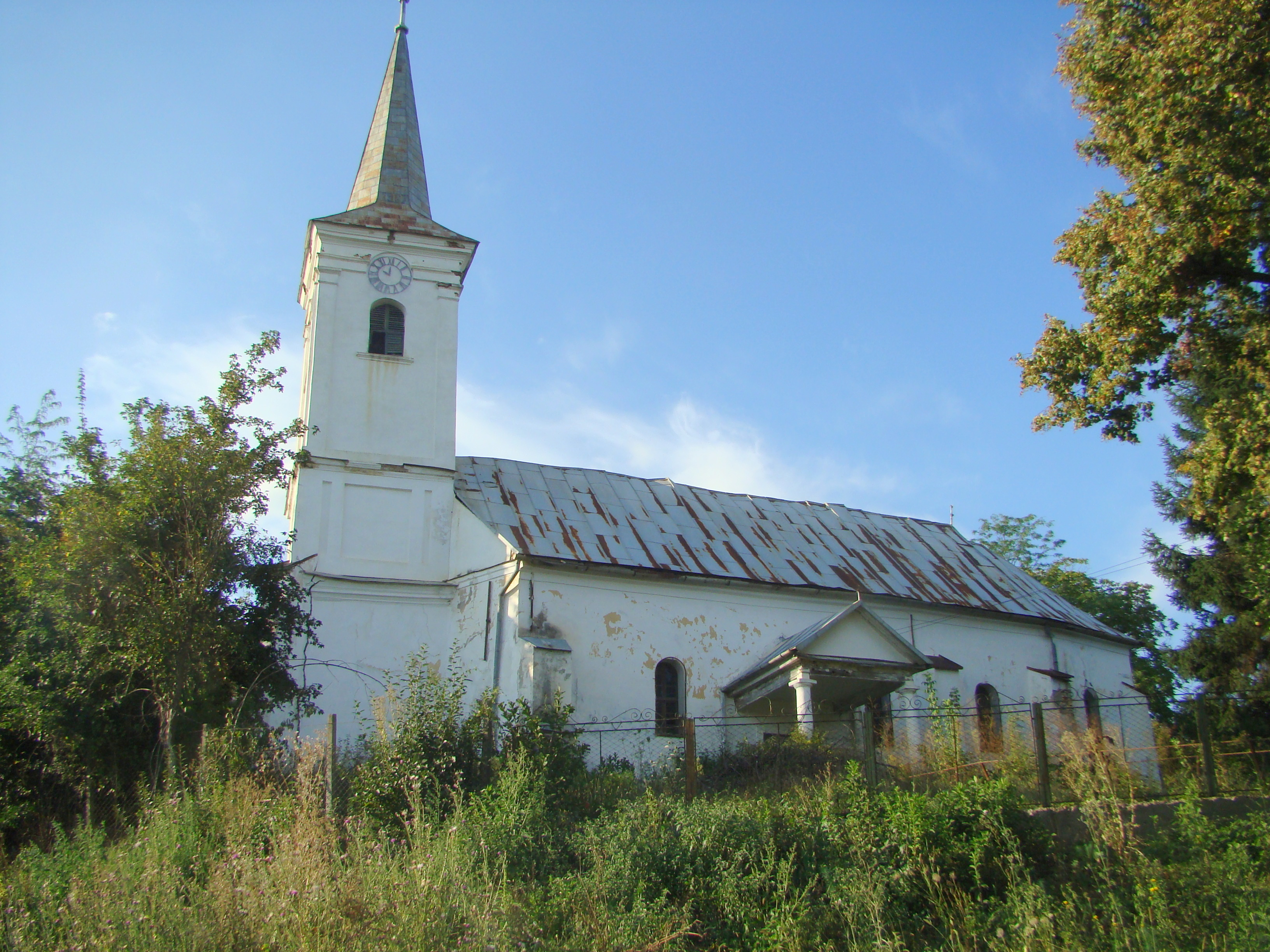
Biserica reformată (monument istoric)
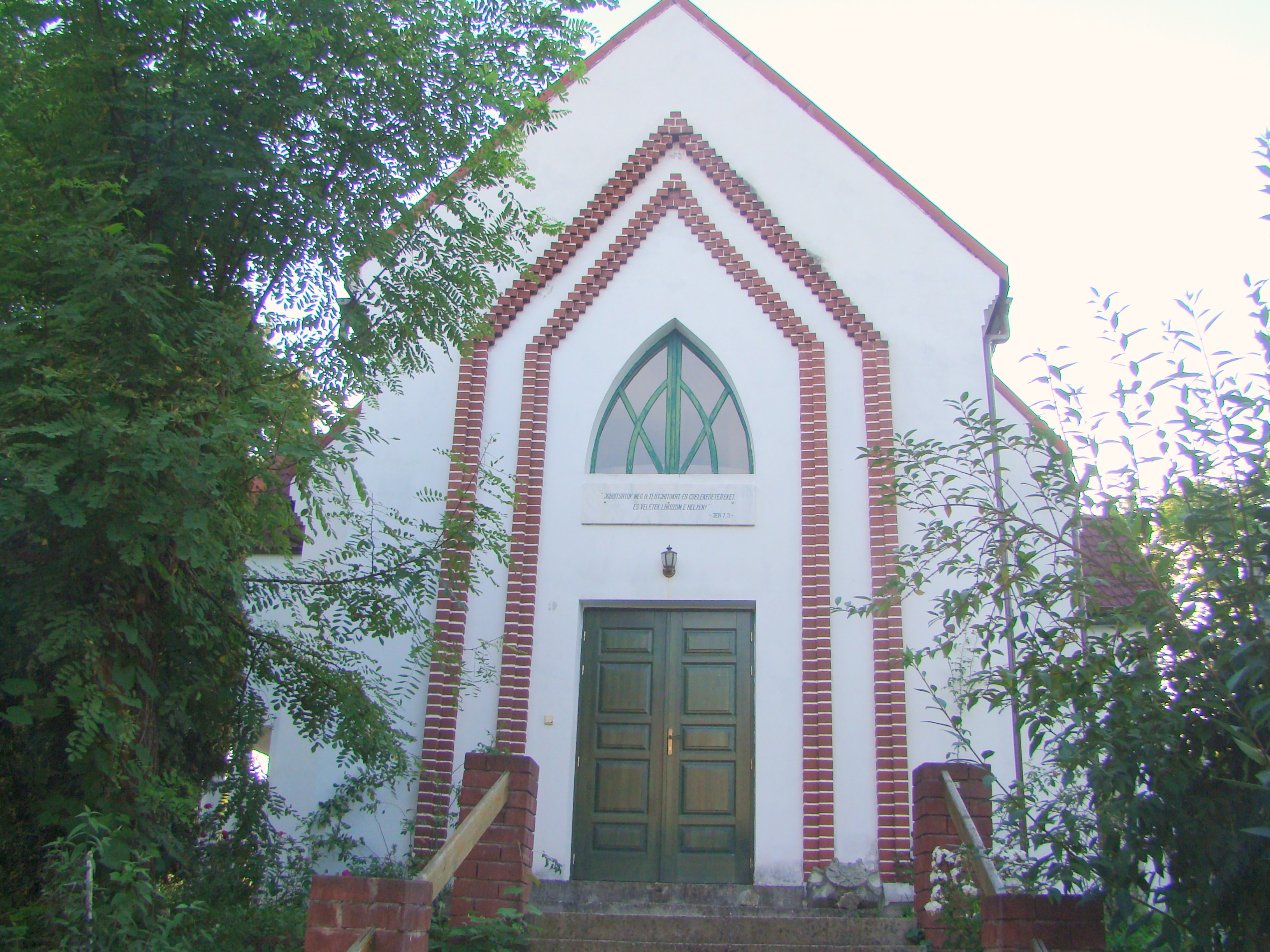
Biserica reformată nouă